# Нурманбетова, Джамиля Нусупжановна
Джамиля́ Нусупжа́новна Нурманбе́това (каз. Жәмилә Нүсіпжанқызы Нұрманбетова; 22 февраля 1964, Балхашский район, Алматинская область, КазССР, СССР) — советский и казахстанский учёный-философ, государственный и общественный деятель, доктор философских наук (1999), профессор (2004), академик НАН РК (2020).
Заслуженный деятель Казахстана (2014). Депутат Мажилиса Парламента Республики Казахстан VІ-VІІ созывов (с 2016 года), председатель Комитета по социально-культурному развитию Мажилиса Парламента Республики Казахстан (с 15 января 2021 года).

## Биография
В 1981—1986 годах училась в Казахском государственном университете имени С. М. Кирова по специальности «Философия».
В 1986—1989 году училась в аспирантуре Института философии АН СССР.
В 1990 году в Институте философии АН СССР защитила диссертацию на соискание учёной степени кандидата философских наук по теме «Проблема реализма как творчество метода в Советской эстетике : История и современность» (специальность 09.00.04 — эстетика).
В 1989—1999 годах — старший лаборант отдела социальной философии и этики (с 1989), научный сотрудник отдела социальной философии и этики (с 1990), научный сотрудник отдела философии культуры и политики (с 1992), старший научный сотрудник отдела философии культуры и политики (с 1993), старший научный сотрудник отдела философии науки и техники (с 1996) Института философии и политологии Министерства науки и высшего образования Республики Казахстан.
В 1999 году в Институте философии и политологии Министерства науки и высшего образования Республики Казахстан защитила диссертацию на соискание учёной степени доктора философских наук по теме «Человеческая индивидуальность как социально-философская проблема» (каз. Адамны жеке-даралыы леуметтік-философиялы проблема) (специальность 09.00.11 — социальная философия).
С 2001 года по настоящее время — профессор, с 2002 года — заведующая кафедрой философии, 2003—2004 годах — проректор по учебно-методической работе, а с 2004 года — первый проректор Евразийского национального университета имени Л. Н. Гумилёва.
В 2004 году присвоение учёное звание профессора.

## Общественно-политическая деятельность
Председатель Астанинского городского филиала «Нур» НДП «Нур Отан» и МК «Жас Отан».
С 2016 по 2021 год — Депутат Мажилиса Парламента Республики Казахстан VІ созыва от партии «Нур Отан», член Комитета по социально-культурному развитию Мажилиса Парламента РК;
С 14 января 2021 года — Депутат Мажилиса Парламента Республики Казахстан VІІ созыва от партии «Нур Отан», председатель Комитета по социально-культурному развитию Мажилиса Парламента Республики Казахстан (с 15 января 2021 года);

## Участие в научных проектах
2009—2011 годы — руководитель проекта «Молодёжь и нетрадиционные конфессии в Казахстане» (в рамках Программы фундаментальных исследований МОН РК).
2011—2014 годы — координатор проекта TEMPUS «Документирование по обеспечению качества образовательных программ».
2012—2014 годы — руководитель проекта «Научно-методическое обеспечение профессиональной подготовки кадров в контексте реализации основных идей Болонской декларации (на примере специальностей гуманитарного профиля бакалавриата, магистратуры, докторантуры)».

## Заслуги и награды
- 2001 — Нагрудный знак МОН РК «Почётный работник образования Республики Казахстан»;
- 2008 — Нагрудный знак МОН РК «Ыбырай Алтынсарин» — за особые заслуги в области просвещения и педагогической науки.;
- 2009 (4 декабря) — Указом президента РК награждена орденом «Курмет»;
- 2012 — Национальная премия общественного признания достижений женщин Казахстана «Ажар».
- 2013 — Нагрудный знак МОН РК «За заслуги в развитии науки Республики Казахстан»;
- 2014 (11 декабря) — Почётное звание «Қазақстанның еңбек сіңірген қайраткері» (Заслуженный деятель Казахстана) — за заслуги в отечественной науке и общественную активность.;
- 2019 — Медаль «Белсенді қызметі үшін» от партии «Нур Отан»;
- Государственные медали, в том числе:
  - Медаль «10 лет Астане» (2008);
  - Медаль «20 лет независимости Республики Казахстан» (2011);
  - Медаль «20 лет Конституции Республики Казахстан» (2015);
  - Медаль «20 лет Ассамблеи народа Казахстана» (2015);
  - Медаль «25 лет независимости Республики Казахстан» (2016);
  - Почётная грамота Совета МПА СНГ (24 ноября 2016 года, Межпарламентская ассамблея СНГ) — за активное участие в деятельности Межпарламентской Ассамблеи и её органов, вклад в укрепление дружбы между народами государств — участников Содружества Независимых Государств[7];
  - Медаль «МПА СНГ. 25 лет» (27 марта 2017 года, Межпарламентская ассамблея СНГ) — за заслуги в деле развития и укрепления парламентаризма, за вклад в развитие и совершенствование правовых основ функционирования Содружества Независимых Государств, укрепление международных связей и межпарламентского сотрудничества[8];
  - Медаль «20 лет Астане» (2018);
  - Медаль «25 лет Конституции Республики Казахстан» (2020).

## Научные труды
- Нурманбетова Д. Н. Архитектоника человеческой идентичности // Вопросы философии. — 2016. — № 5.